# Secundaire nucleatie
Secundaire nucleatie is een sub-proces binnen kristallisatie (met name vanuit oplossingen), waarbij fragmenten van al aanwezige kristallen optreden als nieuwe groeikernen (nuclei). Binnen de secundaire nucleatie zijn vier mechanismen te onderscheiden:
- Initial breeding: Hierbij worden opzettelijk droge kristallen in de oplossing geïntroduceerd (het zogenaamde seeding). Kleine fragmenten worden vervolgens van het kristaloppervlak gewassen en fungeren als kiemen.
- Dendritic breeding: Dit komt alleen voor bij hoge oververzadigingen. Door de hoge oververzadiging, met name op hoeken van het kristal, vinden onregelmatigheden in de kristalopbouw plaats, eventueel zelfs de vorming van dendrieten. Deze worden door hydrodynamische krachten verwijderd.
- Contact nucleation: Hierbij worden kiemen gevormd door botsingen van kristallen met een roerder of met elkaar, waarbij kleine deeltjes afgeslagen worden.
- Fluid shear breeding: Hierbij worden kiemen gevormd door afslag van vaste deeltjes door hydrodynamische krachten rond het kristal. Dit treedt onder andere op als kristallen elkaar op kleine afstand passeren.

De meest klassieke uitdrukking voor de secundaire nucleatie snelheid in een oplossing van groeiende kristallen is een empirische machtsfunctie, die drie experimentele parameters bevat. Deze parameters geven een beschrijving van de staat van de vloeistoffase in de kristallisator (bijvoorbeeld de (relatieve) oververzadiging σ), de kristalgrootteverdeling (distributiemoment, kristalmassa) en de mate van het mechanische mixen (roersnelheid, mechanische dissipatie).